# Verflochtener Fluss

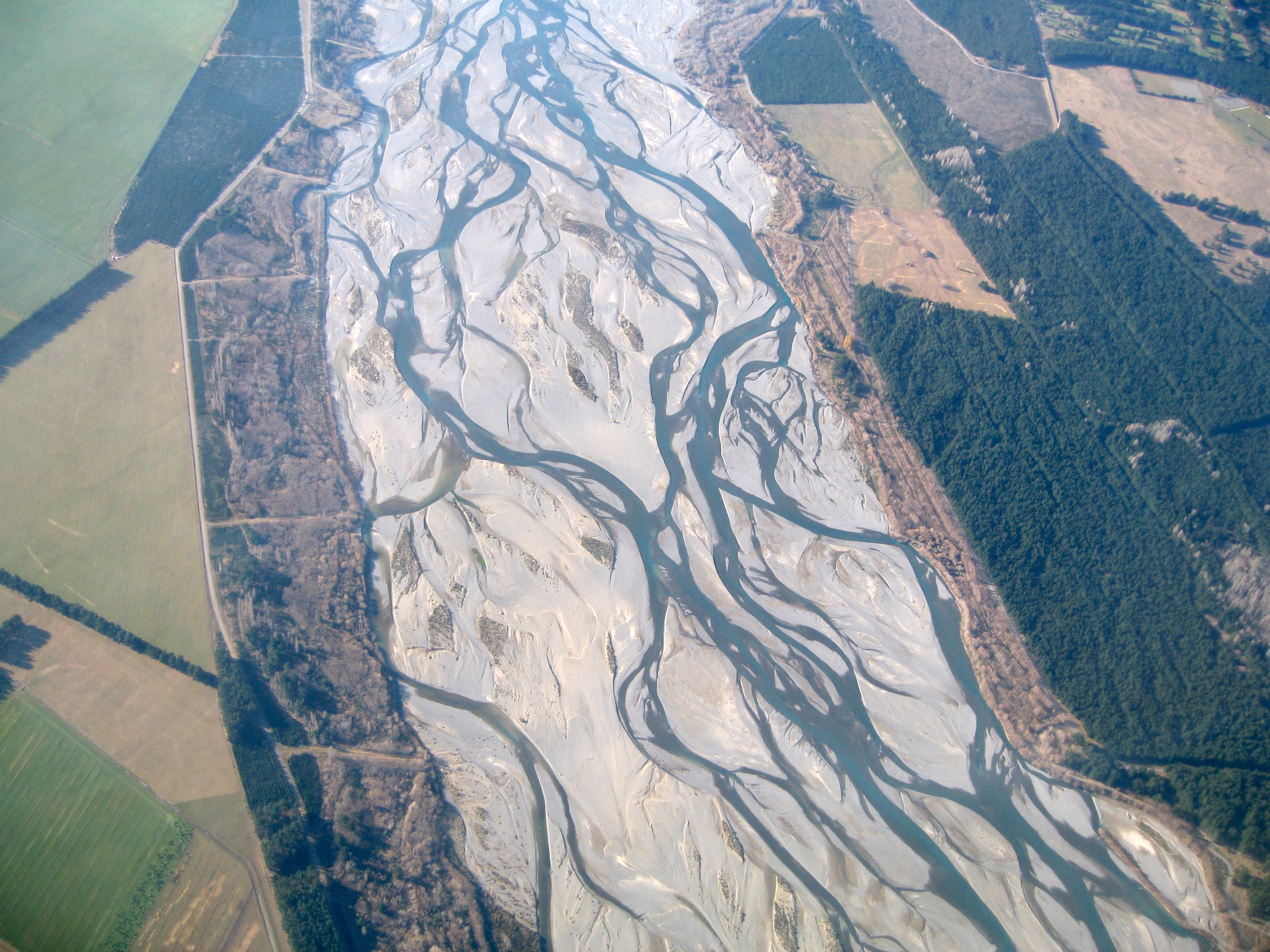
Der Waimakariri River in Neuseeland

Ein verflochtener Fluss (englisch Braided river; deutsch auch verwilderter Fluss, verzopfter Fluss, Zopfstrom) ist eine besondere Form eines verzweigten Flusslaufes, bei dem der Fluss sich bei Niedrigwasser in ein Netz kleiner Kanäle aufspaltet, die durch kleine Inseln (braid bars, im britischen Englisch aits oder eyots) getrennt sind.
Die Kanäle und Inseln sind oft hochgradig veränderlich, da sich ihre Lage durch die rasch fortschreitende Sedimentablagerung immer wieder ändert, und der Flusslauf sich oft bereits durch einzelne Fluten drastisch verlagert. Verflochtene Flüsse finden sich typischerweise am Ausgang von Hochgebirgen (breite, flache Täler, geringes Gefälle, periodisch schwankende Wassermengen) sowie in ariden (hier spricht man von Torrenten) und arktischen Gebieten, häufig sind sie in Schwemmkegeln und auf Rumpfflächen anzutreffen.

## Abgrenzung
Die im Flachland an den Unterläufen und Deltas der Flüsse anzutreffenden Verzweigungen werden oft als verflochtene Flüsse bezeichnet, zählen aber zu den anastomosierenden Flüssen, da sie anders entstehen.
Anastomosierende Flüsse bauen durch die hohe Sedimentfracht und ihr geringes Gefälle in die Höhe und werden auch als verzweigte Dammuferflüsse bezeichnet. Der sogenannte Schwemmfächer wächst dabei nicht gleichmäßig in die Höhe. Vielmehr sedimentiert der Fluss im nahen Umfeld und bildet dabei die typischen Uferwälle. Letztere bewirken, dass Nebenflüsse längere Strecken parallel fließen, bevor sie schließlich entweder in den Fluss oder parallel zu diesem ins Meer münden.
Wenn Altarme und Lachen im Rest des breiten Tals etwas niedriger liegen und ein Uferwall bricht (z. B. nach Hochwassern), entsteht ein Nebenarm in diesen tieferen Bereichen, bis auch diese mit Sediment gefüllt sind. Abhängig von der Höhe der Uferwälle können so auch Dammuferseen entstehen, die häufig vermooren.

## Bildung
Die Bildung dieser Flussform wird gefördert durch 
- starke Sedimentfracht
- starke und regelmäßige Änderungen der Abflussmenge
- leicht abtragbares Material der Ufer.

Die Wasserführung ist jahreszeitlich konzentriert, beispielsweise auf die Schneeschmelze, was zu sehr unterschiedlicher Wasserführung und starken Hochwässern führt.
Verflochtene Flusssysteme entstehen unter anderem dort, wo eine drastische Verringerung des Gefälles eines Flusses zu einer so schnellen Ablagerung von Sedimenten führt, dass der Fluss sie nicht abtransportieren kann. Hier hängt es dann vom Gefälle ab, ob sich ein mäandrierender oder ein verflochtener Flusslauf bildet. Bei geringem Gefälle entstehen Mäander, bei größerem ein verflochtener Flusslauf.
Die einzelnen Kanäle des Flusssystems mäandrieren aufgrund ihrer unterschiedlichen Wassergeschwindigkeiten: Am Prallhang, an der Außenseite einer Kurve, trägt der Fluss durch die höhere Strömungsgeschwindigkeit Material ab, an der Innenseite der Kurve mit ihrer geringen Strömungsgeschwindigkeit wird Material wieder abgelagert.
Das gesamte Flussbett kann in einem durch relativ stabile Ufer begrenzten Gebiet liegen oder den gesamten Talboden einnehmen. So hat sich der Rakaia River in der Region Canterbury in Neuseeland beispielsweise einen 100 m tiefen Kanal in die umgebende Ebene geschnitten, was für diese Talform eher ungewöhnlich ist.
Die Sedimente, großteils Sand und Kies, werden vor allem bei Niedrigwasser abgelagert. Die Flussbettsedimente sind horizontal geschichtet und weisen keine Sortierung nach Korngrößen auf.
Die ständige Änderung des Flusslaufes und das unebene Terrain erschweren die Brückenkonstruktion.

## Vorkommen

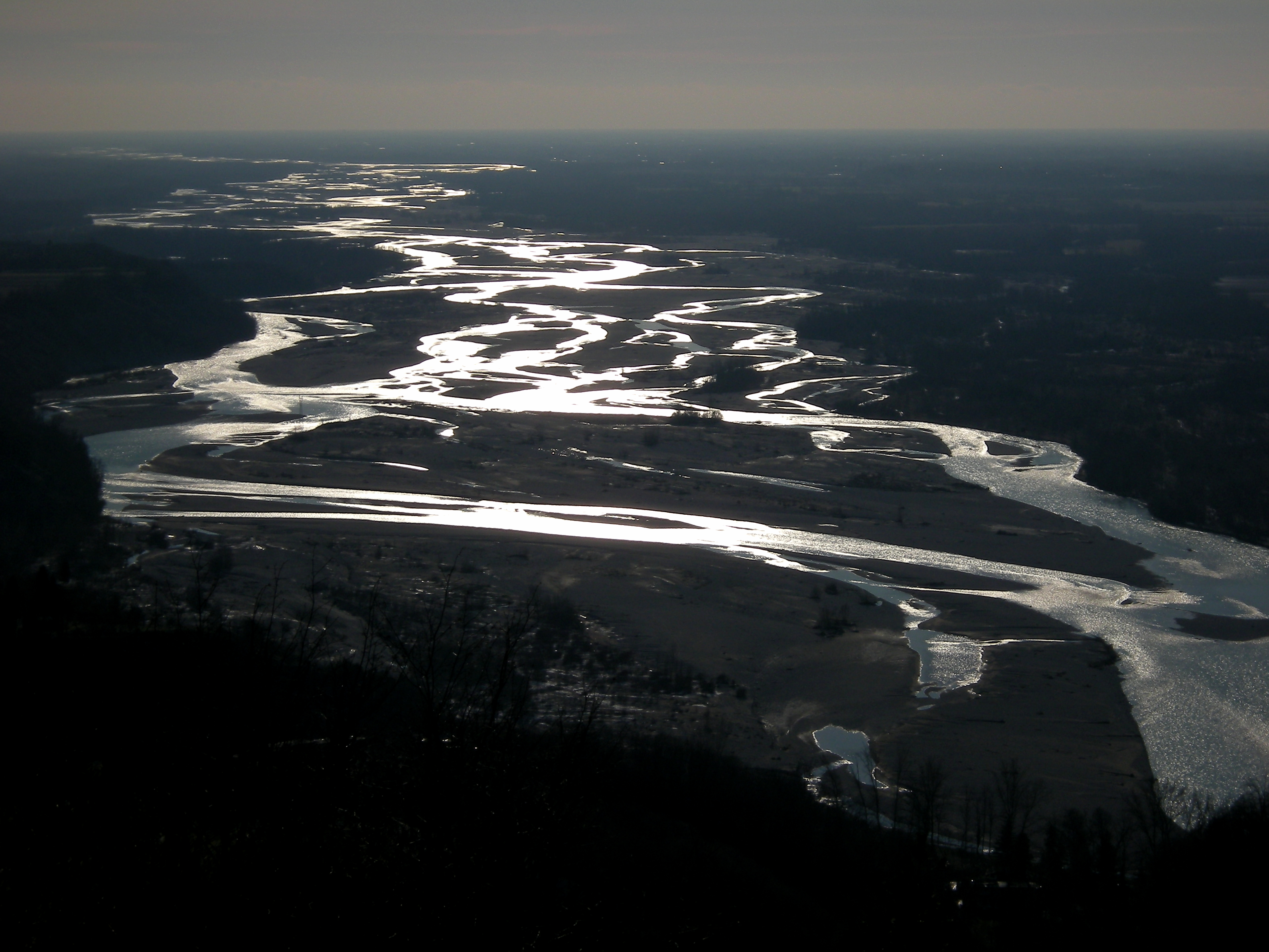
Letzter noch unregulierter Fluss in Mitteleuropa, Tagliamento, italienische Südalpen

Ausgedehnte Systeme von verflochtenen Flüssen existierten vor allem in den Regionen der Erde, die junge, starker Erosion unterliegende Gebirge beherbergen. Beispiele verflochtener Flüsse finden sich weit verbreitet in Alaska, Kanada oder auf der Südinsel Neuseelands. Am Himalaya ist der Brahmaputra ein Beispiel für einen verflochtenen Fluss, und auch der Flusslauf des Gelben Flusses ist abschnittsweise in diese Flussklasse einzuordnen.
Ein bekannter verflochtener Fluss in den USA ist der Platte River in Nebraska. Die Sedimentation des Materials aus den ariden Great Plains wird hier durch die Anwesenheit der nahegelegenen Sandhills im Norden verstärkt.
Auf den weit ausgedehnten Sanderflächen in Island finden sich häufig verflochtene Flüsse, die aus Gletscherflüssen entstanden sind. So fließen über den Sander Skeiðarársandur im Südosten der Insel mit den Flüssen Skeiðará, Gígjukvísl oder Núpsvötn einige größere verflochtene Flüsse.
In Mitteleuropa sind beispielsweise Abschnitte des Lechs in Tirol und des Tagliamento im Friaul zu nennen.
Viele weitere Flüsse in Mitteleuropa zeigen ebenfalls Hinweise auf die eiszeitliche Existenz verflochtener Flusssysteme, die heute jedoch wegen der Änderung der klimatischen Bedingungen durch ein mäandrierendes System abgelöst worden sind, so etwa die Weser.